# Max Reinhard (NS-Funktionär)
Max Reinhard (* 1. Juli 1896 in Dillingen an der Donau; † 8. Dezember 1978 in München) war ein hoher NS-Funktionär und von 1935 bis 1945 Direktor des Münchner Kulturamts.

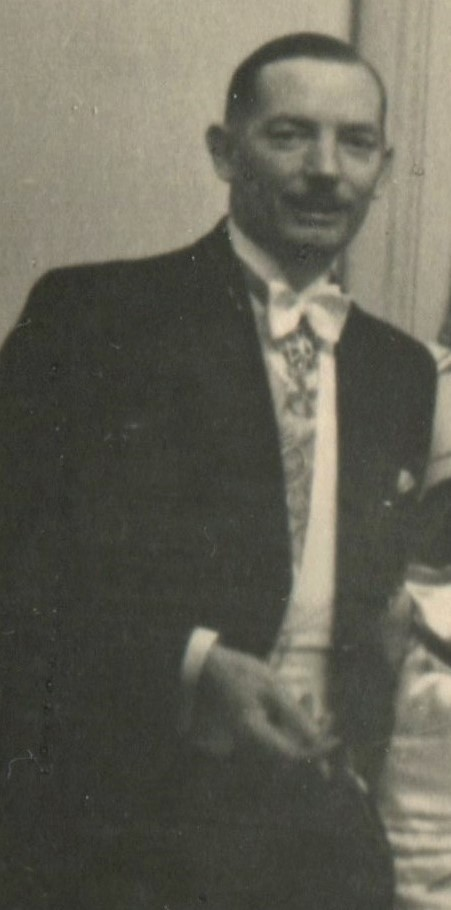
Max Reinhard während eines Faschingsballs im Jahr 1938.

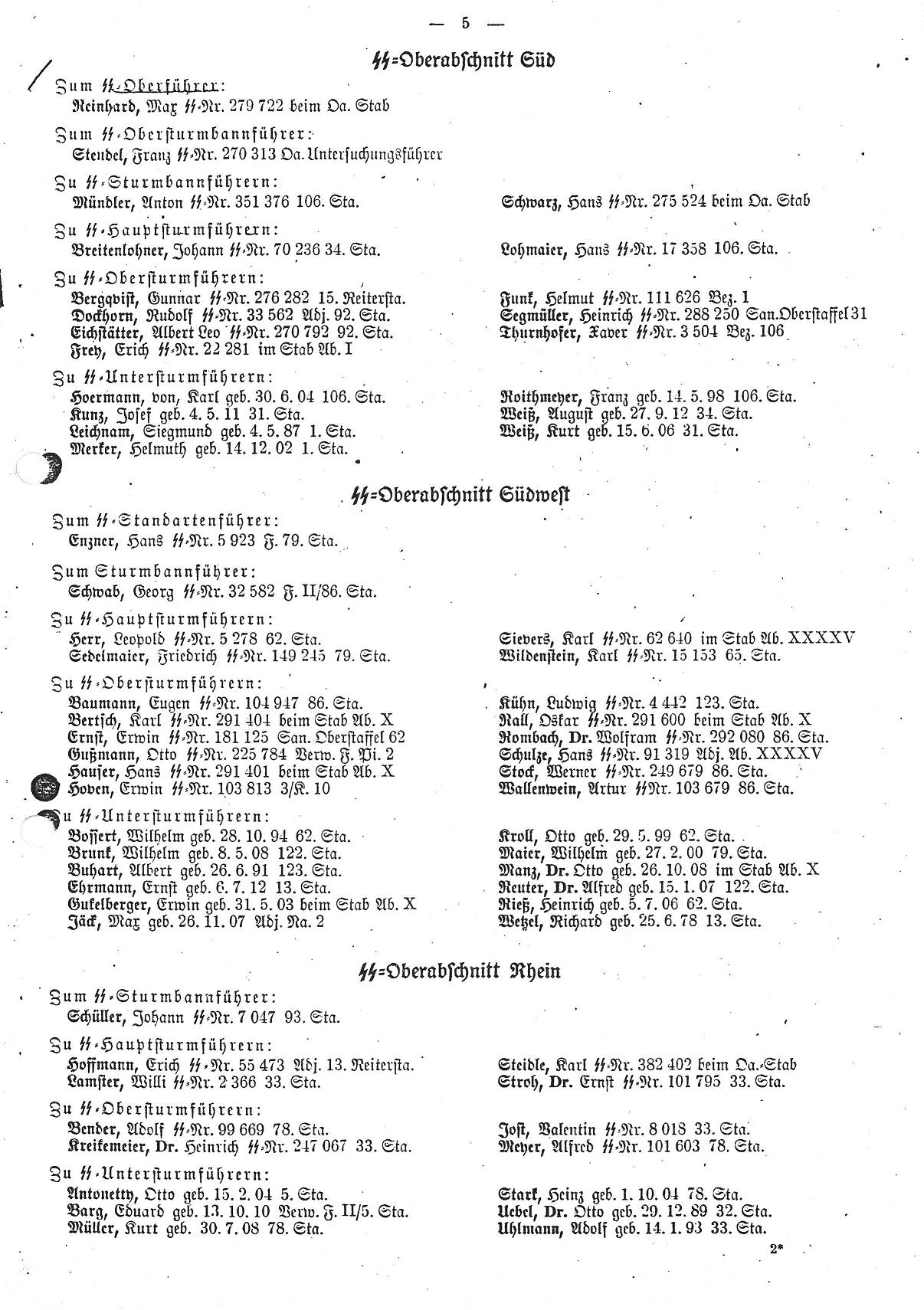
Beförderung zum SS-Oberführer an Hitlers Geburtstag 1942 im SS-Verordnungsblatt

## Herkunft und frühe Jahre
Aus einer alten Offiziersfamilie stammend, knüpfte Reinhard an die Familientradition an und trat nach dem humanistischen Gymnasium als Fahnenjunker ins Heer ein. Im 2. Bayerischen Schwere-Reiter-Regiment zum Offizier befördert, erhielt er im Verlauf des Ersten Weltkriegs mehrfach Auszeichnungen. Danach studierte er in München ein Semester Volkswirtschaft, wendete sich dann jedoch der Philosophie, Literatur und den Theaterwissenschaften zu. Er wurde als Student Mitglied der 1923 gegründeten schlagenden Wehrschaft Palaio-Germania München, die sich als explizit nationalsozialistische Studentenverbindung verstand und sich ausschließlich aus NSDAP-Anhängern rekrutierte. Die Hyperinflation zwang ihn zum Abbruch des Studiums. Nach einem Volontariat in einem Verlag arbeitete er dort als Lektor, später in einer Filmgesellschaft. Danach war er als Schauspieler und Regisseur bei Wanderbühnen tätig.

## Karriere innerhalb der NSDAP
Max Reinhard trat zum 1. Mai 1928 der NSDAP bei (Mitgliedsnummer 89.072) und profilierte sich bereits in der Frühzeit der Partei dank seines Schauspieltalents als Parteiredner. 1929 trat er der SA bei. 1930 übernahm er von Karl Fiehler die Leitung der Ortsgruppe München-Schwabing. 1933 wurde Reinhard mit Hitlers Machtergreifung in München als „Ratsherr“ und Geschäftsführer der Nationalsozialistischen Fraktion bestellt. Innerhalb der NSDAP 1933/34 wurde er Bezirksleiter der NSDAP München-Nord.
Die Karriere Reinhards in München war anfangs eng verbunden mit seinen Aktivitäten in der Hitlerjugend. 1930 wurde er Bannführer der Hitlerjugend im Stab des Gebietes Hochland, eine Position, über die er 1933 zum Verwaltungsrat im Münchner Jugendamt avancierte. 1936 trat er der SS bei (SS-Nummer 279.722). Zum 20. April 1937 erfolgte die Ernennung zum Standartenführer im Stab des SS-Hauptamtes.

## Leiter des Münchner Kulturamts
Zum 1. Juni 1934 wurde Reinhard als Abteilungsleiter des neugeschaffenen Münchner Kulturamts berufen. Ab 1. Oktober 1935 stand der Träger des Goldenen Parteiabzeichens dieser Behörde als Direktor vor. Weil Reinhard dafür keine qualifizierte Ausbildung vorweisen konnte, widersprach seine Verbeamtung am 13. November 1935 den üblichen Rechtsnormen. Allerdings drängten die Planungen zum „Olympiajahr 1936“ und zur ersten Nacht der Amazonen. Der passionierte Jäger und Dressurreiter übernahm die Organisation zur Ausstellung „Das Pferd in der Kunst“, die 1936 in der Münchner Residenz gezeigt wurde.
In seiner Funktion als Direktor des Münchner Kulturamts war Max Reinhard verantwortlich für die Durchführung der Aufgaben auf allen Gebieten der bildenden Kunst, Literatur, Theater, Musik und Film. Ihm unterstanden die städtischen Bühnen, die Münchner Philharmoniker, der Tierpark Hellabrunn, die Münchner Stadtbibliothek mit ihren Lesehallen, Zweigbüchereien, Kinderlesestuben, die Wander- und Musikbücherei sowie das Münchner Stadtmuseum und die Städtische Galerie im Lenbachhaus.
Max Reinhard hatte stets vollen Rückhalt durch Münchens Oberbürgermeister Karl Fiehler und Christian Weber. Reinhard und sein Stab organisierten städtische Empfänge und Veranstaltungen. Als Mitglied des Literatur- und des Kunstbeirates der Stadt München übte er „die politische Zensur über die unter städtischer Führung durchzuführenden Feste, Bälle und Umzüge“ aus.
Als „Parteibeauftragter der NSDAP“ für die Stadt München nahm Reinhard eine wichtige Schlüsselstellung im kulturellen Bereich ein. Er übte diese Funktion zusammen mit dem Tourismuschef Paul Wolfrum und Christian Weber aus. „In München ergab sich jedoch ein Sonderfall, weil Adolf Hitler dort selbst das Amt des Parteibeauftragten ausübte.“

## Weitere Funktionen
Max Reinhard hatte zahlreiche Nebentätigkeiten. Er war Mitglied im Leitungsgremium der Internationalen Riemer Rennwochen: Darüber hinaus war er Präsident im 1937 zusammengeschlossenen Bund Deutscher Karneval e. V. sowie Vorsitzender des Vereins Münchener Fasching. Zudem fungierte Reinhard als Aufsichtsrat bei der Münchener Tierpark Hellabrunn AG und bei der Münchner Wohnungsbaugesellschaft GEWOFAG, er war Verwaltungsrat der Stadtsparkasse München und zweiter Vorsitzender der Münchner Philharmoniker, die sich damals als „Orchester der Hauptstadt der Bewegung“ bezeichneten und er war zweiter Vorsitzender und Schriftführer des Vereins Neuschwanstein.
Dem Altherrenverband seiner nationalsozialistisch ausgerichteten Studentenverbindung, der Wehrschaft Palaio-Germania München, stand er als Vorsitzender vor. Im November 1935 organisierte er die Überführung der Palaio-Germania in eine Kameradschaft des NSD-Studentenbundes, deren Altkameradschaft er wiederum vorstand. Nach dem Zweiten Weltkrieg gelang es Reinhard, seine Verbindung, nun unter dem Namen Corps Palaio-Germania München, wieder zusammenzuführen. 1957 ging sie in der Burschenschaft Technischer Club Minerva München auf, der Reinhard ab da angehörte.
1938 wurde Reinhard von Gauleiter Adolf Wagner bei der Neugründung der Bavaria-Filmkunst GmbH in den Aufsichtsrat berufen.
Seit 1938 fungierte Reinhard als Herausgeber der im Zentralverlag der NSDAP erschienenen kulturellen Monatsschrift „Münchener Mosaik“.
Reinhard sorgte auch für die Ankurbelung des Fremdenverkehrs in München. In enger Zusammenarbeit mit Paul Wolfrum trug er entscheidend dazu bei, dass sich die Übernachtungszahlen in München zwischen 1933 und 1938 fast verdoppelten. „Generell sorgte für die Durchführung der Veranstaltungen das Kulturamt, für die Herbeischaffung der Touristen der Verkehrsverein.“
Im Zweiten Weltkrieg gelang Max Reinhard auf Karl Fiehlers Initiative hin eine Freistellung vom Wehrdienst. Als Begründung für die Freistellung wurde auf den Wunsch von Adolf Hitler verwiesen, wonach die „kulturelle Betreuung der Bevölkerung durch die Kriegsereignisse keine wesentlichen Unterbrechungen erfahren“ sollten. dürfe. „In Hinblick auf die große Bedeutung der Hauptstadt der Bewegung als Kunststadt [solle] die Leitung der kulturellen Angelegenheiten in den Händen eines erfahrenen Beamten liegen, der in der Lage ist, trotz des großen Personalmangels und anderer durch den Krieg bedingter Schwierigkeiten die Aufgaben des Kulturamts weiterzuführen.“ Mit Beginn der Bombardierungen setzte sich Reinhard für die Evakuierung wertvollen Kulturguts aus städtischem Besitz ein. 1944 wurde er als Bürgermeister von Salzburg nominiert.

## Privates
Nachdem sein Stiefsohn an der Jahreswende 1943/44 gefallen war, adoptierte Reinhard 1944 kurzerhand zusammen mit seiner Frau ein Zwillingspaar aus einem Lebensborn-Heim. Neben einer Dienstwohnung in Schwabing (Königinstraße 69) verfügte das Ehepaar Reinhard in Herrsching am Ammersee über eine noble Villa mit Seezugang (Rieder Straße 52). In Herrsching übernahm Max Reinhard in den letzten Kriegsmonaten die Leitung des Volkssturms und brachte den Ort durch seinen bis zuletzt geübten Widerstand in Gefahr. Reinhards Außerdienststellung erfolgte durch die amerikanische Militärregierung zum 30. Juni 1945.

## Spruchkammerverfahren
Max Reinhard wurde in seinem Spruchkammerverfahren zunächst als Hauptschuldiger verurteilt. 1949 gelang ihm die Einstufung in Gruppe III als „Minderbelasteter“.